# Gila cypha
Gila cypha (Engl.: humpback chub) ist ein Fisch aus der Familie der Weißfische in Nordamerika. Er kommt nur noch in kleinen isolierten Abschnitten des Colorado River-Flusssystem, darunter vor allem im Grand-Canyon-Nationalpark vor. Der Nebenfluss Little Colorado River ist das beste Laichrevier. Die Art steht in den Vereinigten Staaten nach dem Endangered Species Act unter dem Artenschutz des Bundes und wird vom United States Fish and Wildlife Service betreut.
Ein Exemplar wurde 1942 von Robert Rush Miller zufällig in der Sammlung der Nationalparkverwaltung gefunden und von ihm 1946 als eigene Art beschrieben. Der Fisch war 1932 von einem Park-Mitarbeiter im Bright Angel Creek geangelt, präpariert und in die Sammlung aufgenommen worden.

## Beschreibung
Gila cypha ist von schlanker Form mit einem grauen oder oliv-farbenen Rücken und silbernen Flanken und einem weißen Bauch. Er hat ein schnabelförmiges Maul, dessen Oberlippe einen deutlichen Überstand aufweist. Der Kopf ist flach, die Wangen hohl. Die Art ist gekennzeichnet durch den im englischen namensgebenden Buckel, der über den Kiemen beginnt und bis zum Ansatz der Rückenflosse reicht. Diese ist wie alle Flossen lang und deutlich ausgeprägt. In der Laich-Saison färben sich die Kiemendeckel und die Flossen rosa bis rot. Er wird bis zu 38 cm groß.
Er ernährt sich von Gliederfüßern, kleineren Fischen, Kieselalgen, Plankton und Algen.  Er stellt keine besonderen Ansprüche an seinen normalen Lebensraum, schnelle und langsame Gewässer, Wassertiefen zwischen einem und 15 m und Untergründe zwischen Sand und nacktem Fels werden angenommen.

## Verwandte Arten
Gila cypha ist nahe verwandt mit Gila elegans (engl. Bonytail chub) und Gila robusta  (engl. Roundtail chub).  Alle drei kommen im Flusssystem des Colorado Rivers vor, wobei G. cypha an die am schnellsten fließenden Gewässer, G. elegans an mittlere und G. robusta an langsame Flüsse angepasst ist. G. robusta kommt nur noch am Unterlauf des Colorado vor, er ist seit 1980 nach dem Endangered Species Act gelistet. G. elegans lebt in isolierten Vorkommen in verschiedenen Abschnitten des Colorado und mehreren Nebenflüssen.

## Vermehrung
Gila cypha kann bis zu 35 Jahre alt werden und erreicht mit 2–3 Jahren die Geschlechtsreife. Er laicht in den Monaten Mai bis Juli. Dabei ist er auf ein sandiges oder felsiges Substrat angewiesen, nimmt wahrscheinlich aber auch kiesigen Untergrund an. Die Wassertiefe in den Laichgründen kann zwischen 1,80 und 3,80 m liegen, die Fließgeschwindigkeit darf von 15 bis 30 cm pro Sekunde reichen.
Die Art ist dabei jedoch auf Wassertemperaturen über 14 °C (bis 24 °C mit größten Erfolgen bei 20 °C) angewiesen, die in den schnell fließenden Gewässern unterhalb von Staudämmen und in Flüssen, die sich mangels Geschiebe eingetieft haben, nicht mehr erreicht werden.

## Verbreitung und Bestand
Ursprünglich kam Gila cypha im Westen der USA in großen Teilen des Flusssystems des Colorado Rivers vor. Er war außer im Colorado selbst und dem Little Colorado im Green River, Yampa River und White River nachgewiesen. Seit dem Bau von Talsperren am Colorado, insbesondere dem Hoover Dam, Glen Canyon Dam und der Staumauer am Flaming Gorge Reservoir wurden die Populationen zunächst isoliert und starben dann teilweise aus. Auf rund einem Drittel des ursprünglichen Verbreitungsgebiets ist die Art ausgestorben.
Heute ist der Colorado River im Grand-Canyon-Nationalpark zwischen der Mündung des Paria River und nahe dem Ausgang des Canyons Lebensraum der einzigen größeren Population. Sie laicht nur im Little Colorado nahe dessen Mündung. Hier lebt rund 75 % der Gesamtpopulation. Sie wird als lebensfähig und selbsterhaltend eingestuft.
Isolierte kleine Populationen sind auch oberhalb im Black Rocks Canyon und Westwater Canyon des Colorado, im Gray Canyon und im Desolation Canyon des Green Rivers und im Yampa Canyon des Yampa River erhalten. Sie gelten allerdings als stark überaltert und die Überlebensfähigkeit der Populationen sind fraglich. Nach Auswertung der Daten von 2008 wurden die fünf Populationen im oberen Colorado River als nicht-selbsterhaltend eingestuft.
Der Gesamtbestand der Art wurde 2001 auf unter 1500 adulte Exemplare geschätzt.
Im Shinumo Creek, einem weiteren Zufluss des Colorado Rivers im Grand-Canyon-Nationalpark, wurde 2009 eine kleine Population angesiedelt. Ebenfalls im Grand-Canyon-Nationalpark wurde seit 2011 eine weitere Population im Havasu Creek etabliert.
Der Gesamtbestand an Gila Cypha wird für 2008 mit zwischen 6000 und 10.000 Tieren angegeben, dies entspricht einem rund 50-prozentigem Anstieg zwischen der Bestandserfassung 2001 und 2008. Demnach sieht es so aus, als wäre der Rückgang der Population, der zwischen 1989 und 2001 beobachtet wurde, gestoppt und die Art stabilisiert. Mehr als 90 % des Bestandes leben im Little Colorado oder um dessen unmittelbaren Mündungsbereich im Colorado River. Für 2019 wird eine Population von 12.000 Tieren im Bereich des Little Colorado Rivers angegeben.

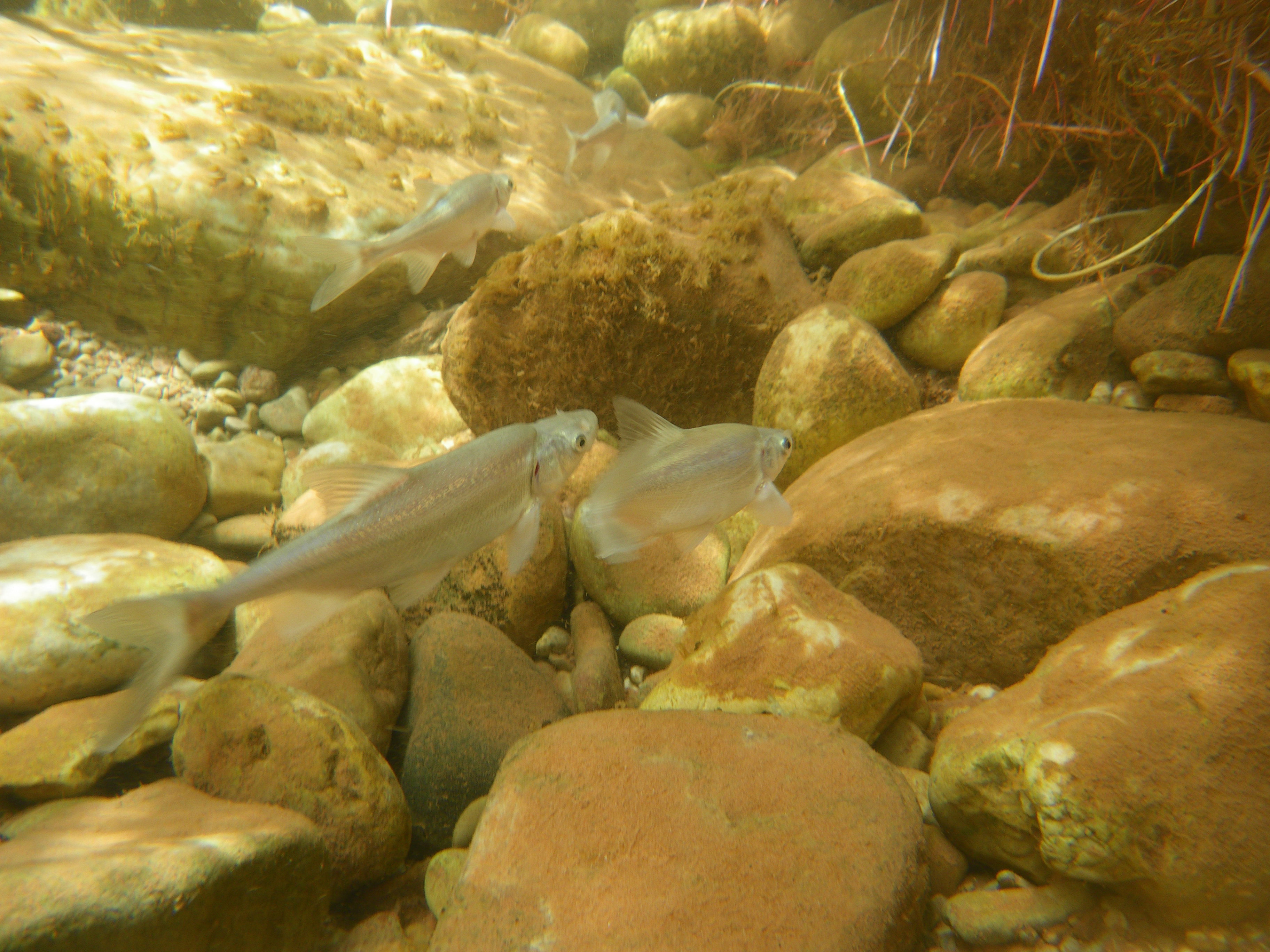
Junge Gila cyphas nach der Freilassung im Shinumo Creek

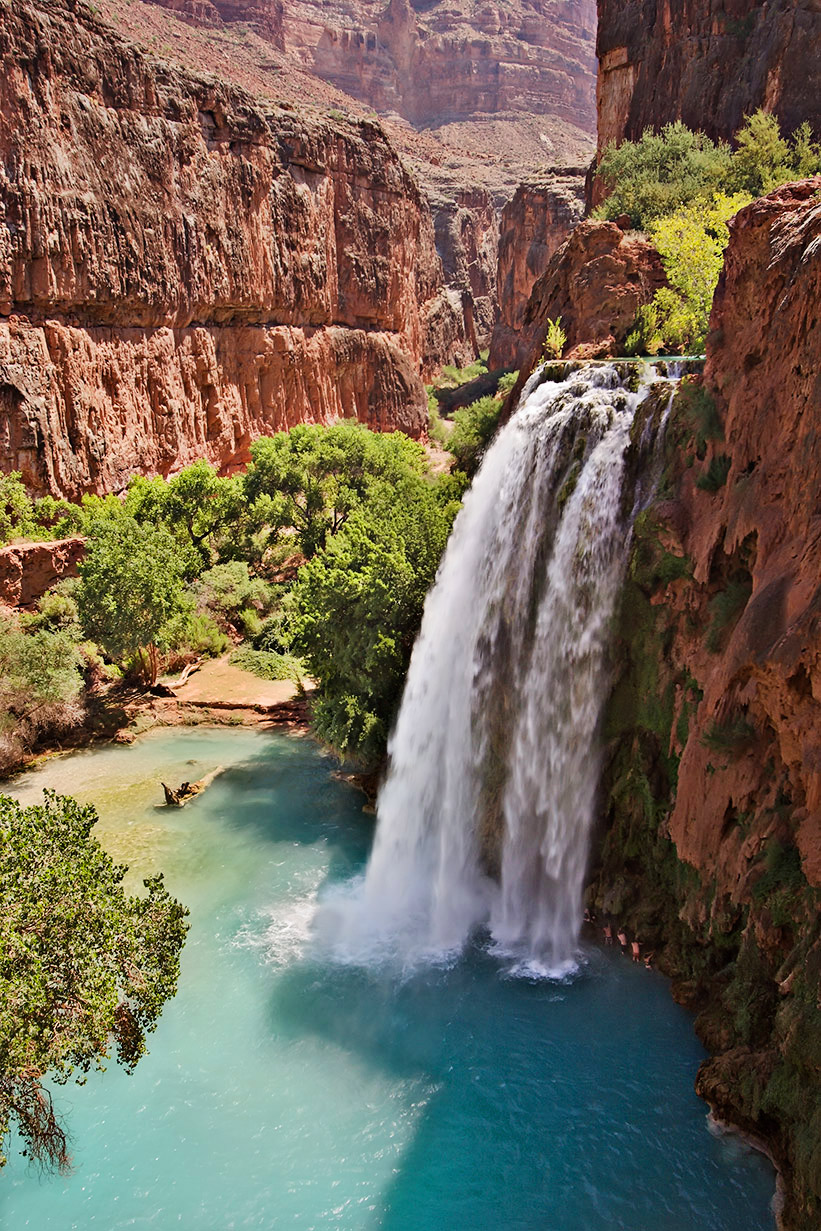
Wasserfall des Havasu Creek an der Mündung in den Colorado

## Schutzstatus und Naturschutzmaßnahmen
Gila cypha wurde 1967 als eine der ersten Arten in den Artenschutz des Bundes nach dem Endangered Species Conservation Act aufgenommen und ging 1973 in den Schutz durch den nachfolgenden Endangered Species Act über. 1990 wurde ein koordinierter Plan zum Bestandserhöhung (Humpback Chub Recovery Plan) beschlossen und 1994 wurde sein verbleibender Lebensraum bestimmt und unter Beobachtung gestellt (final critical habitat).
Die Experimente mit gezielter Öffnung der Stautore des Glen-Canyon-Damms zur Flutung des Grand Canyons in den Jahren 1996, 2004, 2008 sowie im November 2012 und November 2013 wurden speziell zum Schutz von Gila cypha unternommen. Die Hochwasser sollten Geschiebe zu Sandbänken und Uferzonen anlagern, in denen Flachwasserbereiche sich soweit erwärmen, dass die Art wieder im Colorado laichen kann.
Im Juni 2009 wurden 300 Tiere, die im Vorjahr im Little Colorado kurz nach dem Schlüpfen gefangen worden waren, im Shinumo Creek ausgewildert. Der Bach wurde ausgewählt, weil er durch einen Wasserfall vom Colorado River getrennt ist, also nicht-heimische Fische des Colorados nicht in den Shinumo vordringen können, die den Laich gefährden würden. Regenbogenforellen wurden nach Möglichkeit aus dem Shinumo Creek entfernt. 2010, 2011 und 2013 folgten jeweils weitere Jungfische. Von 2009 bis 2016 wurden jedes Jahr Jungtiere innerhalb des Little Colorado versetzt, flussaufwärts über einen Wasserfall bei Flusskilometer 14. 2011, 2012 und 2013 wurde der Havasu Creek besetzt. Die Maßnahme wird durch Biomonitoring begleitet, die Tiere tragen passive Transponder unter der Haut, im Fluss wurden Antennen installiert. Erste Daten aus dem Juli 2009 lassen erwarten, dass sich der weit überwiegende Teil der Tiere innerhalb weniger Tage im neuen Lebensraum eingelebt hat. Die weitere Entwicklung der Populationen waren vielversprechend. Die Population im Shinumo Creek wurde im Mai 2014 ausgelöscht, als ein Feuer rund 10 % der Vegetation im Einzugsgebiet des Bachs verbrannte und der Bachlauf durch Asche geschädigt wurde. Ein Teil der im Shinumo Creek ausgewilderten Tiere war vor dem Feuer über den Wasserfall in den Colorado und den Mündungsbereich abgewandert, unter ihnen wurden im September 2020 Jungtiere nachgewiesen, so dass eine Reproduktion angenommen wird. Die Umsiedelungsaktionen wurden 2021 als erfolgversprechende und im Vergleich zu anderen Maßnahmen kosteneffektive Methode eingestuft.
Die Maßnahmen, insbesondere die Flutung des Canyons, die Bekämpfung von nicht-einheimischen Arten im Mündungsbereich des Little Colorado Rivers und ein genereller Temperaturanstieg durch Trockenheit im letzten Jahrzehnt werden als Faktoren für die Bestandsstabilisierung angeführt.